# Oromo (langue)
Pour les articles homonymes, voir Oromo.
L'oromo  (afaan oromo) est une langue, ou une macro-langue, de la famille des langues couchitiques, dont l'ensemble des variations ou langues sont, en 2015, le parler maternel de 35 millions d'habitants de la corne de l'Afrique,,, appelés Oromos, principalement en Éthiopie, mais aussi au Kenya, en Somalie ou à Djibouti.
Elle connaît des variations,  comme le borana-arsi-guji, l'oromo oriental, l'orma au Kenya, ou l'oromo occidental.
En 1875, la Bible a été traduite pour la première fois en oromo par Johann Ludwig Krapf, un missionnaire de la Church Missionary Society.

## Exemples
| Traduction | Mot oromo | Prononciation standard |
| ---------- | --------- | ---------------------- |
| terre      | lafa      |                        |
| ciel       | waqaa     |                        |
| eau        | bishaan   |                        |
| feu        | ibidda    |                        |
| homme      | nama      |                        |
| femme      | dubartii  |                        |
| manger     | nyachuu   |                        |
| boire      | dhuguu    |                        |
| grand      | guddaa    |                        |
| nuit       | halkan    |                        |
| jour       | guyyaa    |                        |

## Codification
- Étiquette d'identification de langues IETF : om